# 浅見国一
浅見 国一（あさみ くにいち、1921年12月2日 - 2012年5月28日）は、日本中央競馬会に所属した騎手、調教師、馬主。岐阜県出身。騎手として2度の菊花賞優勝など八大競走3勝、関西リーディングジョッキーも2度獲得。調教師に転じた後もヤマピットや ヤマニンパラダイスなどを育てた。日本中央競馬会所属の調教師浅見秀一は実子。

## 経歴
1935年、京都の相羽仙一厩舎に入門して騎手見習いとなり、1942年に正騎手となった。同期には境勝太郎がいる。しかし直後に勃発した太平洋戦争により徴兵され陸軍に入隊、終戦までをビルマで過ごした。復員後厩舎に戻り、1946年の競馬再開と共に再び騎手として活動を始めると、1950年にハイレコードで菊花賞に優勝し八大競走を初制覇。1958年にコマヒカリで再び菊花賞を制し、1960年、1961年には2年連続で関西リーディングジョッキーを獲得した。1961年はヤマニンモアーで天皇賞・春に勝利している。
師匠であった相羽仙一の死去によって1964年に騎手を引退し調教師に転向すると、開業初年度からヤマニンルビーで京阪杯を制し重賞を初優勝。4年目の1967年にはヤマピットで優駿牝馬（オークス）を制し八大競走に勝利。その後もオークス優勝馬ケイキロクや、平地・障害双方で活躍したメジロワース、「天才少女」と呼ばれたヤマニンパラダイスなど活躍馬を送り出し続けた。1997年2月に定年により調教師引退。以後は競馬評論家を務めた。2008年には調教師出身者として初めて日本中央競馬会の馬主資格を交付され、86歳にして馬主となった。
2012年5月28日、病気のために死去。90歳没。

## 業績
騎手時代においては、メイズイのクラシック3冠を阻止する計略を実施している。浅見は、メイズイの騎手森安重勝がレース前に極度の緊張状態に陥っている事を見抜き、スタート直後に自らの騎乗馬コウライオーで先頭に立ってメイズイの鼻を叩き、森安を慌てさせる策を実行した。案の定、先頭に立ったコウライオーを見た森安は、慌てて馬を先頭に立たせ、そのままオーバーペースで逃げた結果、最後は一杯となって6着に敗れ、3冠を逃してしまった。その一方でコウライオーは1着入線したグレートヨルカの2着となり、騎乗の差も見せている。この浅見の駆け引きぶりは後輩である武邦彦も参考にしたという。
調教師に転じてからは様々なアイディアを考案し調教に取り込む名調教師として知られた。以下浅見が考案し、現在主流となっている主なものについて解説する。
まず最も有名なものに、ゴム製の腹帯が挙げられる。現在、装鞍の際には伸張性のある腹帯で鞍を留めることが原則となっているが、これが最初に取り入れられたのは、浅見がヤマピットに使用した事によるものであった。ヤマピットは非常に胴が細長く、当時使用されていた伸張性のない布製の帯ではしっかりと鞍が留まらなかったため、ゴム製の帯を作成し使用した。しかし周囲は「かえって鞍がずれ易いのでは」と効果に懐疑的で、競馬会からも「安全性の確保は大丈夫なのか」としばしば苦言を呈された。しかしヤマピットの活躍によりその効果が実証されると、以後他の調教師も取り入れ始め、現在ではそれが主流となっている。
栗東に坂路コースがなかった時代から、森林馬道にあった坂を駆け上がる調教を行い、戸山為夫と共に競馬会に坂路の導入を具申し続けたのも浅見であった。坂路コースは1985年に設置され、以後それまで東高西低だった東西所属馬の勢力を逆転させるきっかけとなった。
また、親交の深かった武豊がアメリカ遠征の際に目にした、空気抵抗の少ない「エアロフォーム」と呼ばれる勝負服をアシックスの協力を得て改良制作し、日本でも広く普及させた。
さらに、馬運車による競走馬の当日輸送を試みた事でも知られている。馬運車そのものは以前からあったものの、競走馬を長距離輸送するのには適しておらず、また道路事情も良くなかった事もあって、通常は貨車によって輸送で出走する競馬場に事前に輸送し、出張馬房に入厩してレース当日を迎えるのが一般的であった。浅見は、中京競馬場で出走する馬を、当時厩舎を構えていた京都競馬場から当日輸送する事を考え、関係者の協力を得て馬運車の改良を施し、実際に試験運用したところ、出走馬が好成績を挙げたことから、たちまち他の調教師も当日輸送を実施する様になった。
馬運車による競馬場への当日輸送の成功は、トレーニングセンター構想を実現する上での大きなポイントとなった。

### ヤマニングローバルの再生
騎手がエアロフォームの勝負服を着用してレースに臨んだのは、武豊がヤマニングローバルに騎乗したときが最初であったが、同馬は2歳時に将来を嘱望されながら右前脚に致命的な骨折を生じ、一時は安楽死の措置さえ検討された。しかし浅見はこの再生に努め、やがて復帰したヤマニングローバルがアルゼンチン共和国杯で約2年振りの勝利を挙げると、浅見厩舎のスタッフにはファンのみならず競馬関係者からも賞賛の声が寄せられた。

## 騎手成績
- 通算3904戦564勝
- 関西リーディングジョッキー2回（1960年・40勝、1961年・37勝）
- 重賞競走16勝（うちGI級競走4勝）

### 主な勝ち鞍
- 菊花賞2回（1950年ハイレコード、1958年コマヒカリ）
- 天皇賞・春（1961年ヤマニンモアー）
- 阪神3歳ステークス（1949年ウイザート）

## 調教師成績
| 通算成績 | 1着 | 2着 | 3着 | 4着以下 | 騎乗回数 | 勝率 | 連対率 |
| -------- | --- | --- | --- | ------- | -------- | ---- | ------ |
| 平地     | 720 | 761 | 714 | 5,266   | 7,461    | .097 | .198   |
| 障害     | 65  | 57  | 77  | 246     | 445      | .146 | .274   |
| 計       | 785 | 894 | 791 | 5,512   | 7,906    | .099 | .212   |

- 全国リーディング最高6位（1979年・36勝）
- 重賞競走42勝（うちGI級競走3勝）

### 主な管理馬
※太字はGI級競走優勝馬
- ヤマピット（1966年デイリー杯3歳ステークス 1967年優駿牝馬、4歳牝馬特別 1968年大阪杯、鳴尾記念）
- ケイサンタ（1970年、1971年朝日チャレンジカップ）
- ケイタカシ（1971年金杯・西、大阪杯）
- メジロジゾウ（1975年京都記念・秋 1976年阪神牝馬特別）
- ケイキロク（1980年優駿牝馬 1981年中京記念）
- ヤマニングローバル（1989年デイリー杯3歳ステークス 1991年アルゼンチン共和国杯 1992年目黒記念）
- メジロワース（1990年マイラーズカップ、中京障害ステークス・秋 1991年中京障害ステークス春、中京障害ステークス・秋）
- ヤマニンパラダイス（1995年阪神3歳牝馬ステークス）
- メジロブライト[注 5]（1996年ラジオたんぱ杯3歳ステークス 1997年共同通信杯4歳ステークス）
- ヤマニンスキー[注 6]（種牡馬）
- ヤマニンバリメラ（通算99戦）

## 主な厩舎所属者
※太字は門下生。括弧内は厩舎所属期間と所属中の職分。
- 池江泰郎（1964年-1978年 騎手）
- 四位満教（1965年-1971年、1980年-1983年 騎手）
- 日高三代喜（1968年-1985年 騎手）
- 浅見秀一（1977年-1991年 調教助手）
- 池江敏行（1978年-1979年 厩務員）
- 酒井浩（1980年-1981年、1991年-1997年 騎手）
- 友道康夫（1989年-1996年 厩務員、調教助手）
- 池江泰寿（1993年-1994年 厩務員、調教厩務員、調教助手）
- 上野清章（1996年-1997年 騎手）
- 千田輝彦（1996年-1997年 騎手）